# Saniki (województwo podlaskie)
Saniki – wieś w Polsce położona w województwie podlaskim, w powiecie białostockim, w gminie Tykocin.
| SIMC    | Nazwa | Rodzaj  |
| ------- | ----- | ------- |
| 0043311 | Janin | kolonia |

W latach 1975–1998 miejscowość należała administracyjnie do województwa białostockiego. 1 stycznia 2004 zmieniono dotychczasową nazwę wsi – Sanniki na tradycyjną Saniki. Wprowadzenie nazwy Sanniki wynikało z błędu urzędowego.
W 2009 r. we wsi planowana była budowa regionalnego portu lotniczego Białystok-Saniki. W 2013 r. podjęto decyzję o zmianie lokalizacji planowanego portu lotniczego na miejscowość Topolany w gminie Michałowo. Planów tych nie zrealizowano, a lokalizacji ostatecznie nie wybrano (2017).
Wierni kościoła rzymskokatolickiego należą do parafii Parafia Trójcy Przenajświętszej w Tykocinie.